# Tina Davidson
Tina Davidson   (Estocolm, 30 de desembre de 1952) és una compositora nord-americana. Es va criar a Oneonta (Nova York) i Pittsburgh (Pennsilvània). Actualment resideix a Lancaster (Pennsilvània).
Davidson ha estat aclamada per la seva veu autèntica, la seva «vívida oïda per a l'harmonia i els colors» (New York Times), i les seves obres de «bellesa transfigurada» (OperaNews). Escriu «música real, amb estructura, humor, novetat i sofisticació harmònica, amb melodies inquietants que sorgeixen de ritmes complexos i repetitius» (Philadelphia Inquirer).

## Biografia
El 1976 va rebre la seva llicenciatura en piano i composició a Bennington College, on va estudiar amb Henry Brant, Louis Calabro, Vivian Fine i Lionel Nowak. Va fundar el "Philadelphia Chapter" de Filadèlfia de l'American Composers Forum i va ser la seva directora de 1999 a 2001. Va ser presidenta de New Music Alliance, organització nacional, que ha estat responsable dels Festivals New Music America. Va organitzar un festival a nivell nacional titulat "New Music Across America", que es va desenvolupar a 18 ciutats dels Estats Units, Canadà i Europa. El 1992 va escriure un article d'àmplia circulació sobre les dones a la música per a Ms Magazine. Va ser becària d'Arts a Educació de South Central PaARTners.

## Carrera
Durant els seus quaranta anys de carrera, Davidson ha rebut un encàrrec de formacions conegudes com la National Symphony Orchestra, OperaDelaware, Roanoke Symphony, Orchestra Society of Philadelphia, VocalEssence, Kronos Quartet, Mendelssohn String Quartet, Cassatt Quartet i la televisió pública (PERQUÈ- TV). La seva música ha estat interpretada àmpliament per moltes orquestres i conjunts, com ara The Philadelphia Orchestra, American Composers Orchestra, St. Paul Chamber Orchestra, Musicopia String Orchestra i Orchestra 2001. El 2011 la va encarregar la violinista Hilary Hahn, que va gravar el seu treball a Deutsche Grammophon. El disc compacte va guanyar un GRAMMY el 2015.
Les residències a llarg termini tenen un paper important en la carrera de Davidson. Com a compositora resident al Fleische Art Memorial (1998–2001), va rebre l'encàrrec d'escriure per al Cassatt Quartet, Voces Novae et Antiquae i membres de l'Orquestra de Filadèlfia. També va crear el programa Young Composers de tota la ciutat per ensenyar als nens del centre de la ciutat a escriure música mitjançant la construcció d'instruments, la improvisació i la notació gràfica. Va ser compositora resident com a part de l'innovador Meet the Composer "New Residencies" amb OperaDelaware, la Newark Symphony i la YWCA a Delaware (1994–97). Durant aquesta residència, va escriure l'òpera de llarga durada, aclamada per la crítica, Billy and Zelda, així com va crear programes de socis comunitaris per a dones sense llar i amb estudiants d'una escola primària local.
Receptor de nombroses beques i beques de prestigi, Davidson va ser el primer compositor clàssic a rebre una Pew Fellowship de 50.000 dòlars, la beca més gran del país per a la qual un artista pot sol·licitar. Ha estat guardonada amb quatre beques d'artista del Pennsylvania Council on the Arts, beques CAP de l'American Music Center i nombroses beques Meet the Composer. La seva obra, Transparent Victims, va ser seleccionada per la Ràdio Pública Americana com a part de la International Rostrum of Composers, celebrada a la seu de la UNESCO a París.
La música de la senyora Davidson es pot escoltar als segells discogràfics Albany Records, CRI, Mikrokosmik, Callisto, Innova i Opus One. El seu primer disc compacte en solitari, "I Hear the Mermaids Singing", va ser llançat al segell Emergency Music de CRI. El seu segon disc en solitari, "It is My Heart Singing", va ser publicat a Albany Records (2006) i inclou tres obres per a quartet de corda interpretades pel Cassatt Quartet. El Cassatt Quartet també va gravar el seu quartet de corda, Cassandra Sings per a CRI. El juny de 2002, WHYY-TV va llançar el seu trio de piano, Bodies in Motion en formats CD i DVD com a part del seu documental, "Thomas Eakins: Scenes from Modern Life". El seu treball, Antiphon for the Virgin, interpretat per VocalEssence Ensemble Singers, va ser llançat per St. Patrick Guild en disc compacte l'octubre de 2002.

## Discografia
- Tina Davidson: Escolto el cant de les sirenes[6]
- Tina Davidson: És el meu cor cantant[7]